# تصفيات كأس العالم 2006 – آسيا المرحلة الثالثة
الدور الثالث من تصفيات آسيا للتأهل إلى بطولة كأس العالم لكرة القدم 2006 في ألمانيا بدأ في 9 فبراير 2005 وانتهى في 17 أغسطس 2005 .
المنتخبان اللذان سيحتلان المركز الأول في المجموعتين سيتأهلان إلى بطولة كأس العالم مباشرة بينما سيتأهل صاحبي المركز الثالث إلى الدور الرابع لتحديد المتأهل منهما لمواجهة صاحب المركز الرابع في تصفيات أمريكا الشمالية .

## الطريقة
المنتخبات صاحبة المركز الأول في مجموعات الدور الثاني وزعت على مجموعتين تضم كل منها 4 منتخبات بحيث يلعبون بطريقة الدوري الكامل .
المنتخبان اللذان سيحتلان المركزين الأول والثاني في كل مجموعة سيتأهلان مباشرة إلى بطولة كأس العالم .

## المجموعة الأولى
| \| فريق \| لعب \| فاز \| تعادل \| خسر \| له \| عليه \| ف.أ \| نقاط \| \| -------------- \| --- \| --- \| ----- \| --- \| -- \| ---- \| --- \| ---- \| \| السعودية \| 6 \| 4 \| 2 \| 0 \| 10 \| 1 \| +9 \| 14 \| \| كوريا الجنوبية \| 6 \| 3 \| 1 \| 2 \| 9 \| 5 \| +4 \| 10 \| \| أوزبكستان \| 6 \| 1 \| 2 \| 3 \| 7 \| 11 \| −4 \| 5 \| \| الكويت \| 6 \| 1 \| 1 \| 4 \| 4 \| 13 \| −9 \| 4 \| |     |     |       |     |    |      |     |      |
| فريق | لعب | فاز | تعادل | خسر | له | عليه | ف.أ | نقاط |
| السعودية | 6   | 4   | 2     | 0   | 10 | 1    | +9  | 14   |
| كوريا الجنوبية | 6   | 3   | 1     | 2   | 9  | 5    | +4  | 10   |
| أوزبكستان | 6   | 1   | 2     | 3   | 7  | 11   | −4  | 5    |
| الكويت | 6   | 1   | 1     | 4   | 4  | 13   | −9  | 4    |

| كوريا الجنوبية                   | 2 – 0     | الكويت |
| -------------------------------- | --------- | ------ |
| لي دونغ كوك 23' · لي يونغ بو 81' | (التقرير) |        |

| أوزبكستان             | 1 – 1     | السعودية        |
| --------------------- | --------- | --------------- |
| أنفارجون سولييف 90+3' | (التقرير) | سامي الجابر 77' |

| السعودية                                       | 2 – 0     | كوريا الجنوبية |
| ---------------------------------------------- | --------- | -------------- |
| سعود كريري 29' · ياسر القحطاني 73' (ركلة جزاء) | (التقرير) |                |

| الكويت               | 2 – 1     | أوزبكستان           |
| -------------------- | --------- | ------------------- |
| بشار عبد الله 7' 62' | (التقرير) | ألكساندر غينريخ 77' |

| الكويت | 0 – 0     | السعودية |
| ------ | --------- | -------- |
|        | (التقرير) |          |

| كوريا الجنوبية                   | 2 – 1     | أوزبكستان           |
| -------------------------------- | --------- | ------------------- |
| لي يونغ بو 55' · لي دونغ كوك 62' | (التقرير) | ألكساندر غينريخ 79' |

| السعودية                               | 3 – 0     | الكويت |
| -------------------------------------- | --------- | ------ |
| محمد الشلهوب 19' 49' · سعد الحارثي 83' | (التقرير) |        |

| أوزبكستان          | 1 – 1     | كوريا الجنوبية      |
| ------------------ | --------- | ------------------- |
| ماكسيم شاتسكيخ 62' | (التقرير) | بارك تشو يونغ 90+1' |

| الكويت | 0 – 4     | كوريا الجنوبية                                                         |
| ------ | --------- | ---------------------------------------------------------------------- |
|        | (التقرير) | بارك تشو يونغ 16' · لي دونغ كوك 28' (ركلة جزاء) 55' · بارك جي سونغ 58' |

| السعودية                             | 3 – 0     | أوزبكستان |
| ------------------------------------ | --------- | --------- |
| سامي الجابر 8' 60' · سعد الحارثي 87' | (التقرير) |           |

| كوريا الجنوبية | 0 – 1     | السعودية       |
| -------------- | --------- | -------------- |
|                | (التقرير) | محمد العنبر 5' |

| أوزبكستان                                                                | 3 – 2     | الكويت                             |
| ------------------------------------------------------------------------ | --------- | ---------------------------------- |
| سيرفر جيباروف 41' (ركلة جزاء) · ماكسيم شاتسكيخ 62' · أنفارجون سولييف 76' | (التقرير) | بدر المطوع 16' · بشار عبد الله 31' |

## المجموعة الثانية
| \| فريق \| لعب \| فاز \| تعادل \| خسر \| له \| عليه \| ف.أ \| نقاط \| \| -------------- \| --- \| --- \| ----- \| --- \| -- \| ---- \| --- \| ---- \| \| اليابان \| 6 \| 5 \| 0 \| 1 \| 9 \| 4 \| +5 \| 15 \| \| إيران \| 6 \| 4 \| 1 \| 1 \| 7 \| 3 \| +4 \| 13 \| \| البحرين \| 6 \| 1 \| 1 \| 4 \| 4 \| 7 \| −3 \| 4 \| \| كوريا الشمالية \| 6 \| 1 \| 0 \| 5 \| 5 \| 11 \| −6 \| 3 \| |     |     |       |     |    |      |     |      |
| فريق | لعب | فاز | تعادل | خسر | له | عليه | ف.أ | نقاط |
| اليابان | 6   | 5   | 0     | 1   | 9  | 4    | +5  | 15   |
| إيران | 6   | 4   | 1     | 1   | 7  | 3    | +4  | 13   |
| البحرين | 6   | 1   | 1     | 4   | 4  | 7    | −3  | 4    |
| كوريا الشمالية | 6   | 1   | 0     | 5   | 5  | 11   | −6  | 3    |

| اليابان                                   | 2 – 1     | كوريا الشمالية    |
| ----------------------------------------- | --------- | ----------------- |
| ميتسو أوغاساوارا 4' · ماساشي أوغورو 90+1' | (التقرير) | نام سونغ تشول 61' |

| البحرين | 0 – 0     | إيران |
| ------- | --------- | ----- |
|         | (التقرير) |       |

| كوريا الشمالية    | 1 – 2     | البحرين         |
| ----------------- | --------- | --------------- |
| باك سونغ غوان 63' | (التقرير) | حسين علي 7' 58' |

| إيران                | 2 – 1     | اليابان             |
| -------------------- | --------- | ------------------- |
| وحيد هاشميان 13' 75' | (التقرير) | تاكاشي فوكونيشي 66' |

| كوريا الشمالية | 0 – 2     | إيران                                |
| -------------- | --------- | ------------------------------------ |
|                | (التقرير) | مهدي مهدافيكيا 34' · جواد نكونام 79' |

| اليابان                  | 1 – 0     | البحرين |
| ------------------------ | --------- | ------- |
| محمد سالمين 72' (بالخطأ) | (التقرير) |         |

| إيران          | 1 – 0     | كوريا الشمالية |
| -------------- | --------- | -------------- |
| رحمن رضائي 45' | (التقرير) |                |

| البحرين | 0 – 1     | اليابان              |
| ------- | --------- | -------------------- |
|         | (التقرير) | ميتسو أوغاساوارا 34' |

| إيران          | 1 – 0     | البحرين |
| -------------- | --------- | ------- |
| محمد نصرتي 48' | (التقرير) |         |

| كوريا الشمالية | 0 – 2     | اليابان                                   |
| -------------- | --------- | ----------------------------------------- |
|                | (التقرير) | أتسوشي ياناغيساوا 67' · ماساشي أوغورو 89' |

| اليابان                                        | 2 – 1     | إيران                    |
| ---------------------------------------------- | --------- | ------------------------ |
| أكيرا كاجي 28' · إبراهيم ميرزابور 76' (بالخطأ) | (التقرير) | علي دائي 79' (ركلة جزاء) |

| البحرين                       | 2 – 3     | كوريا الشمالية                                        |
| ----------------------------- | --------- | ----------------------------------------------------- |
| سلمان عيسى 49' · حسين علي 54' | (التقرير) | تشوي تشو مان 28' · كيم تشول هو 43' · أن تشول هيوك 90' |